# 앤스랙스
앤스랙스(Anthrax)는 미국 뉴욕에서 1981년 결성된 헤비메탈, 스래시 메탈 밴드이다. 앤스랙스는 메탈리카-메가데스-슬레이어-앤스랙스 로 이어지는 4대 스래쉬 메탈 거장이다.

## 역사

### 초기 (1981)
앤스랙스는 기타리스트 스코트 이안과 대니 릴커의 의해 1981년 중반 결성되었다. 드러머 데이브 바이스와 베이시스트 케니 쿠시너를 보강을 했지만 쿠시너는 곧 밴드에서 방출이 되었다. 폴 칸으로 일찍 대체를 하였지만 추후 밴드를 나가고 대니 릴커는 리드 기타라는 보직을 버리고 베이스를 잡기 시작했다. 공백 자리에서는 그렉 월스가 영입되었다. 드러머인 데이브 바이스도 밴드를 나가고 그렉 단젤로로 대체된다. 리드 보컬 자리에서는 닐 터빈이 최종 낙점됐다.

### 닐 터빈 시대 (1982–1984)
최종 라인업이 완성되어 1982년 9월 12일 첫 합주를 했고 뉴욕/뉴저지 지역에서 라이브 공연을 자주했다 기타리스트 그렉 월스는 1983년 닐 터빈의 추천으로 밥 베리로 임시적으로 대체된다. 그 후 댄 스피츠로 다시 변경되었다. 뉴저지에서 두 번째 데모 녹음을 하고 9월 그렉 단젤로가 찰리 베난테로 교체가 되었다. 메가포스 레코드와 계약을 한후 미국 투어를 한후 데뷔 앨범 Fistful of Metal를 발표하게 된다. 하지만 대니 릴커와 투어 관련자들과 불화가 나타나면서 대니 릴커를 방출시키고 보컬 닐 터빈은 해고 당한다. 그 후 베이스의 자리는 찰리 베난테의 조카 프랭크 벨로를 영입하였고 보컬의 자리에서는 임시적으로 맷 폴론을 영입하였다. 그 후 조이 벨라돈나로 대체되었다.

### 조이 벨라돈나 시대 (1985–1992, 2010-현재)
조이 벨라돈나는 1985년 2월 27일 라이브 공연에서 첫선을 보였고 Spreading the Disease 앨범을 발표하고 미국, 유럽 순회 투어 공연을 시작하였다. 종료 후 1987년 Among the Living 앨범을 발표하고 메탈 처치, 메탈리카와 함께 유럽 투어를 진행하였다. 그 후 앤스랙스는 전성기 시절을 보내게된다. 1992년 조이 벨라돈나는 해고 통보를 받게 되고 (존 부시로 대체되었다) 13년이 지난 2005년 다시 가입을 하게 되지만 2007년 댄 넬슨으로 교체된다. 2010년 다시 컴백하였고 2011년 Worship Music 앨범을 발표하였다.

### 존 부시 시대 (1992–2004, 2009–2010)
아일랜드 레코드를 떠난 후 엘렉트라 레코드와 계약을 하게 된다. 그 후 4개의 정규 앨범을 발표한후 존 부시가 해고되었지만 2009년 댄 넬슨이 탈퇴한후 다시 가입하게 되었다. 하지만 조이 벨라돈나로 다시 대체되고 만다.

### 댄 넬슨 시대 (2007-2009)
롭 카지아노는 밴드를 빠지고 댄 스피츠는 1995년 은퇴를 하면서 밴드를 나갔지만 2004년부터 다시 활동하기 시작하였고 2005년 앤스랙스로 컴백하였다. 추후 2007년 댄 스피츠는 다시 활동 중단을 선언하여 밴드를 떠나게된다. 롭 카지아노로 다시 대체가 되었다.댄 넬슨은 2008년 5월 28일 시카고에서 첫공연을 마친후 앤스랙스는 2008년 8월 17일 동두천 락 페스티발에서 첫 내한 공연을 가졌었다. 또한 Worship Music (조이 벨라돈나의 버전으로 발매됨) 앨범을 준비하였지만 발매를 하지 못하고 댄 넬슨은 2009년 밴드를 탈퇴하고 존 부시로 대체가 되었다.

## 음반 목록

### 정규 음반
- 1984 - Fistful of Metal
- 1985 - Spreading the Disease
- 1987 - Among the Living
- 1988 - State of Euphoria
- 1990 - Persistence of Time
- 1993 - Sound of White Noise
- 1995 - Stomp 442
- 1998 - Volume 8: The Threat Is Real
- 2003 - We've Come for You All
- 2011 - Worship Music
- 2016 - For All Kings

### 라이브 음반
- 1994 - The Island Years
- 2004 - Music of Mass Destruction
- 2005 - Alive 2
- 2006 - Gigantour
- 2007 - Caught in a Mosh: BBC Live in Concert
- 2010 - The Big 4 Live from Sofia, Bulgaria
- 2014 - Chile on Hell

### 컴필레이션 음반
- 1991 - Attack of the Killer B's
- 1998 - Moshers… 1986–1991
- 1999 - Return of the Killer A's
- 2001 - Madhouse: The Very Best of Anthrax
- 2002 - Classic Anthrax: The Universal Masters Collection
- 2002 - The Collection
- 2004 - The Greater of Two Evils
- 2005 - Anthrology: No Hit Wonders (1985–1991)

## 구성원
- 스코트 이안 - 리듬, 리드 기타, 백그라운드 보컬 (1981-현재)
- 찰리 베난테 - 드럼, 타악기 (1983-현재)
- 조이 벨라돈나 - 리드 보컬 (1984-1992, 2005-2007, 2010-현재)
- 프랭크 벨로 - 베이스, 백그라운드 보컬 (1984-2004, 2005-현재)
- 조나단 도내이스 - 리드, 리듬 기타 (2013-현재)

### 전임 멤버
- 리드 보컬
- 존 코널리 (1981)
- 덕 케네디 (1981)
- 제이슨 로젠펠트 (1981-1982)
- 닐 터빈 (1982-1984)
- 맷 폴론 (1984)
- 존 부시 (1992-2005, 2009-2010)
- 댄 넬슨 (2007-2009)

- 드럼
- 데이브 바이스 (1981)
- 그렉 단젤로 (1981-1983)

- 리드 기타
- 대니 릴커 (1981)
- 그렉 월스 (1981-1983)
- 밥 베리 (1983)
- 댄 스피츠 (1983-1995, 2005-2007)
- 폴 크룩 (1995-2001)
- 롭 카지아노 (2001-2005, 2007-2013)

- 베이스
- 케니 쿠시너 (1981)
- 폴 칸 (1981)
- 대니 릴커 (1982-1984)
- 조이 베라 (2004-2005)